# 罗斯洛克国际金融中心
罗斯洛克国际金融中心（英語：Rose Rock IFC），为中国天津市滨海新区正在兴建的地标式摩天大楼，具体位置为于家堡金融区的起步区北端，毗邻于家堡站。整体项目是由几座摩天大楼组成的城中城，其中主塔结构高度为588米，总高度预计600米左右。罗斯洛克金融中心将在建筑理念上与洛克菲勒中心保持一致。但直至2017年中，大樓仍未正式施工。

## 项目背景

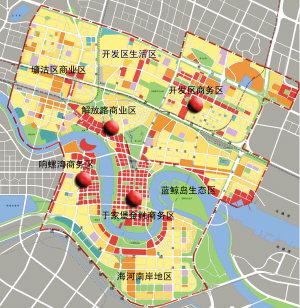
于家堡金融区规划图

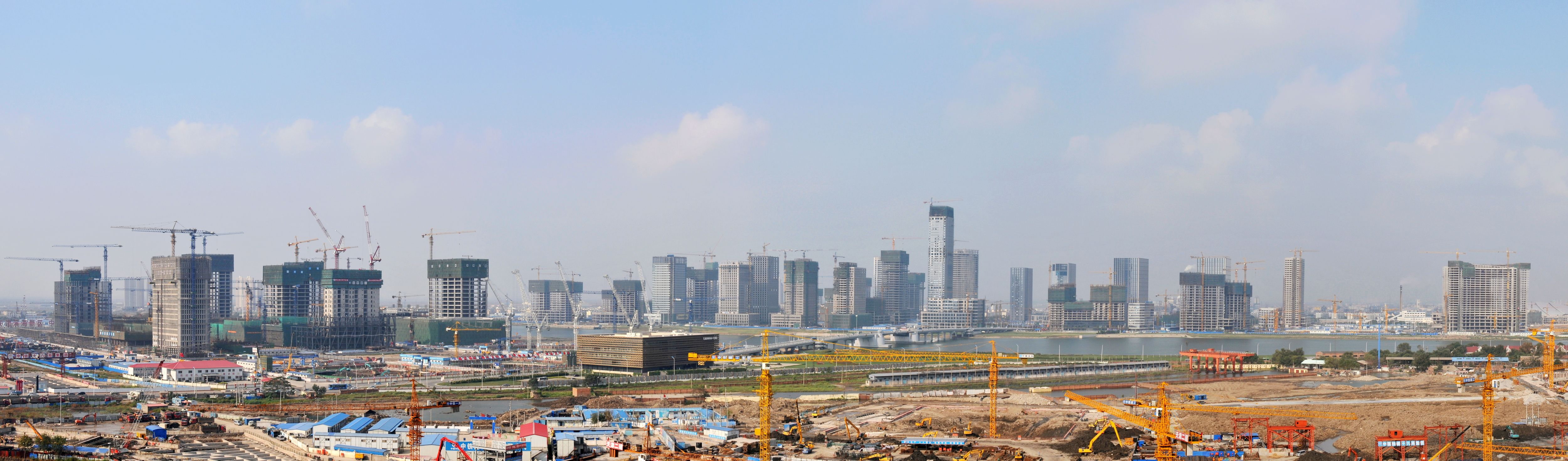
建设中的于家堡和响螺湾，罗斯洛克国际金融中心项目位于图片左侧

项目的出资方罗斯洛克（天津）股权投资基金管理有限公司（英語：Rose Rock(Tianjin)）由美国洛克菲勒家族的罗斯洛克资本有限公司（英語：Rose Rock Capital LLC）和天津新金融投资有限责任公司合资而建，是洛克菲勒家族首次以私募股权形式投资中国。罗斯洛克（天津）股权投资基金管理有限公司将采用人民币和美元平行基金的形式，罗斯洛克和天津新金融的股权比例为9：1。整体募资规模将达到20亿美元，预计2011年底募资约50亿元人民币。首期募资将主要用于兴建天津于家堡罗斯洛克金融中心商业地产项目，以及于家堡金融区的基础设施、教育、文化等多个项目。罗斯洛克副总经理科林·艾凯龙说，“罗斯洛克金融中心将在建筑理念上与洛克菲勒中心保持一致，它将洛克菲勒传统与中国本土文化完美结合，将成为东北亚地区的地标性建筑。”

## 建设进程
- 2010年10月27日，美国洛克菲勒一行在洛克菲勒二世率领下到访天津，与于家堡金融区签署全面战略合作协议。[3]
- 2011年8月，由美国罗斯洛克有限公司与于家堡金融区城市运营商天津新金融投资有限责任公司共同出资成立了罗斯洛克(天津)股权投资基金管理有限公司。
- 2011年12月16日，罗斯洛克金融中心项目举行开工仪式，并已在于家堡金融区01-36地块打下试桩。[2]